# Cuộc hành trình về phía Đông của Nikolai II

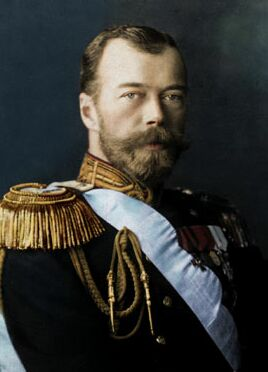
Hoàng đế Nga Nikolai II (1868 - 1918)

Cuộc hành trình về phía đông của Nikolai II là chuyến đi của Hoàng thái tử Nikolai nước Nga (con trai của hoàng đế Nga Aleksandr III, sau này là hoàng đế Nikolai II) trên phần lớn lục địa Á-Âu.

## Khởi đầu
Năm 1890, Thái tử Nikolai đã 22 tuổi, lại mới tốt nghiệp Học viện sĩ quan cận vệ, và cũng đã hoàn tất chương trình đào tạo nhân văn của Trường Đại học tổng hợp quốc gia. Cuối năm đó, ông được vua cha Aleksandr III hạ lệnh cho đi viễn du vòng quanh thế giới. Chuyến viễn du này thực chất là công việc, mục đích là để Nikolai làm quen với công việc ngoại giao, cũng như với sóng nước đại dương, vì hải quân Nga thời đó có nhiều hạm đội hùng mạnh. Người tư vấn Nikolai trong chuyến hành trình này là Hoàng thân Esper Ukhtomsky.
Thái tử Nikolai ngự giá trên soái hạm Pamiat Azova, đi cùng ông có 5 chiến thuyền hộ tống. Năm 1888, ở xưởng đóng tàu Baltic, Pamiat Azova bắt đầu hạ thủy. Trong đoàn tùy tùng của ông có nhiều nhà khoa học.
Pamiat Azova là một chiến thuyền không nhỏ bé vào thời đó. Nó có độ dài 115,6m, rộng 15,6m; lại có trọng tải 6.700 tấn, được trang bị 15 khẩu đại bác, 17 khẩu pháo nhỏ tầm ngắn, chạy bằng động cơ hơi nước và có tốc độ đạt 17 hải lý/giờ. Biên chế trên tàu gồm có 30 sĩ quan và 600 thủy thủ. Chiến hạm được xuất phát từ cảng Sankt-Peterburg; khi tới vùng biển Thái Bình Dương, hạm đội Sibirsk của Nga lệnh cho ba tàu đô đốc nữa tới hộ tống.

## Chuyến đi
Thái tử Nikolai và đoàn tàu đã hành trình dọc bờ Đại Tây Dương qua Địa Trung Hải và Ấn Độ, ghé qua nhiều cảng có danh tiếng ở Hy Lạp, Ấn Độ, Xiêm La,... Hoàng thân Esper Ukhtomsky - người được Thái tử rất tin cậy - là người tư vấn cho Thái tử thực hiện chuyến Đông du trong những năm 1890 - 1891.
Trong chuyến hành trình, ông đặc biệt để tâm đến quê hương của Đức Phật - Ấn Độ. Tại đây, ông thăm các thánh tích, lại còn ghé sang xứ Tích Lan - nơi Phật giáo còn phát triển. 

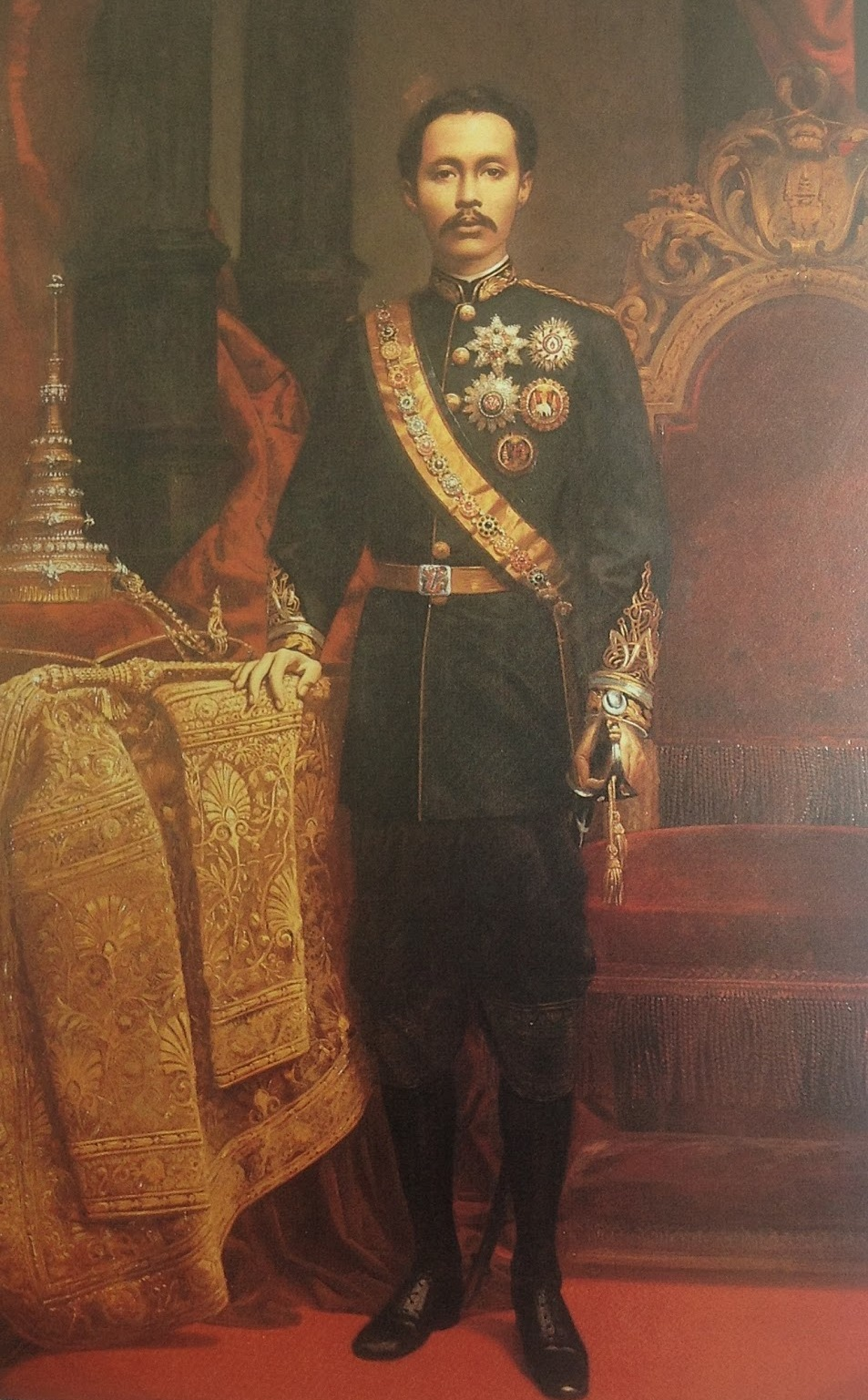
Vua Rama V của Xiêm La

Nikolai và đoàn cũng thăm viếng Xiêm La. Xiêm La là một vương quốc Phật giáo, và sự quan tâm của Thái tử Nga đối với xứ này không phải là vô duyên cớ. Ông được thu hút bởi các công trình văn hoá Phật giáo Nam tông. Ông đến thăm thủ đô Bangkok, và nhận được sự tiếp đón trọng thể từ vua Rama V.

### Chính khách Nga đầu tiên đến Việt Nam
Tháng 1 năm 1890, nhận được thông báo từ Paris (thủ đô nước Pháp), Thống đốc Nam Kỳ là Daniel liền sửa soạn việc đón tiếp Thái tử nước Nga xa xôi. Việc đón tiếp được thực hiện rất hoành tráng, với tổng chi phí là một khoản tiền rất lớn thời đó: 15.000 đồng Đông Dương.
Đến ngày 28 tháng 3 tháng 1891 họ đến cửa sông Đồng Nai, sau đó cập bến cảng Sài Gòn. Ngay trên bến cảng, Toàn quyền Đông Dương là Jules Georges Piquet cùng quan quân nhà Nguyễn và Pháp đã tổ chức đón tiếp.
Khi Nikolai II vừa đặt chân lên cầu tàu, từ trên bờ tiếng súng chào đã vang lên, với 21 phát đại bác. Khi loạt súng dứt, lại có tiếng của dàn kèn đồng của đội nhạc binh cử quốc thiều Nga. Theo lệnh của quan lại, dân ở trên bờ đồng loạt hô "Hoan hô!", tiếng hô vang lên như sấm dậy.
Sau đó, ông và Toàn quyền Piquet đã duyệt đội danh dự - bao gồm 100 tay súng thủy quân lục chiến Pháp, rồi họ lên xe có kị binh hộ tống đi theo đường Catinat và đại lộ Norodom về dinh Toàn quyền. Trong ba ngày liền tiếp khách, thành phố Sài Gòn chăng đèn kết hoa.
Tin Thái tử Nikolai nước Nga thăm Sài Gòn đã được báo chí Pháp ở Đông Dương và cả nước Pháp đưa lên rầm rộ. Về phần mình, Nikolai rất vui lòng khi thấy mình cuộc đón tiếp long trọng, chu đáo tại Sài Gòn - thành phố được mệnh danh là hòn ngọc Viễn Đông. Đến ngày chia tay, ông nói lời chân thành cảm ơn những người đã đón tiếp nồng hậu, và tỏ ra cảm giác cứ như ông ở trong gia đình ruột thịt trong của mình những ngày qua.
Nikolai II và đoàn tùy tùng cũng ghé thăm Cam Ranh vào tháng 3 năm 1892.

### Về nước
Sau chuyến hành trình từ Nhật Bản xuyên Xibia, Thái tử Nikolai Aleksandrovich và đoàn quay về thủ đô Sankt-Peterburg. Họ đem theo nhiều cổ vật và thư tịch có giá trị, đặc biệt là của Phật giáo. Người ta đã dùng những thư tịch và cổ vật này làm một trong những tài liệu tham khảo cho công trình Bibliotheca Buddhica - do Viện Hàn lâm Khoa học Hoàng gia Nga biên soạn.
Năm năm sau (1894), hoàng đế Aleksandr III qua đời, Hoàng thái tử Nikolai lên kế ngôi. Trong lịch sử, ông là vị hoàng đế cuối cùng của Nga, đồng thời là hoàng đế Nga duy nhất đã thực hiện chuyến du hành vòng quanh thế giới.